# Частобово
Частобово — деревня в Череповецком районе Вологодской области.
Входит в состав Климовского сельского поселения, с точки зрения административно-территориального деления — в Климовский сельсовет.
Расстояние по автодороге до районного центра Череповца — 36 км, до центра муниципального образования Климовского — 6 км. Ближайшие населённые пункты — Поповское, Коротнево, Перхино, Васильевское.
По переписи 2002 года население — 40 человек (18 мужчин, 22 женщины). Преобладающая национальность — русские (92 %).